# (10726) Élodie
(10726) Élodie, désignation internationale (10726) Elodie, est un astéroïde de la ceinture principale.

## Description
(10726) Élodie est un astéroïde de la ceinture principale. Il fut découvert par Eric Walter Elst le 28 janvier 1987 à l'ESO. Il présente une orbite caractérisée par un demi-grand axe de 2,39 UA, une excentricité de 0,164 et une inclinaison de 2,5° par rapport à l'écliptique.
Il fut nommé en hommage à Élodie Bouteille, née en 1990, lycéenne au lycée Diderot, en classe scientifique, à Langres, dans le département de la Haute-Marne.

## Compléments